# Długoszyn

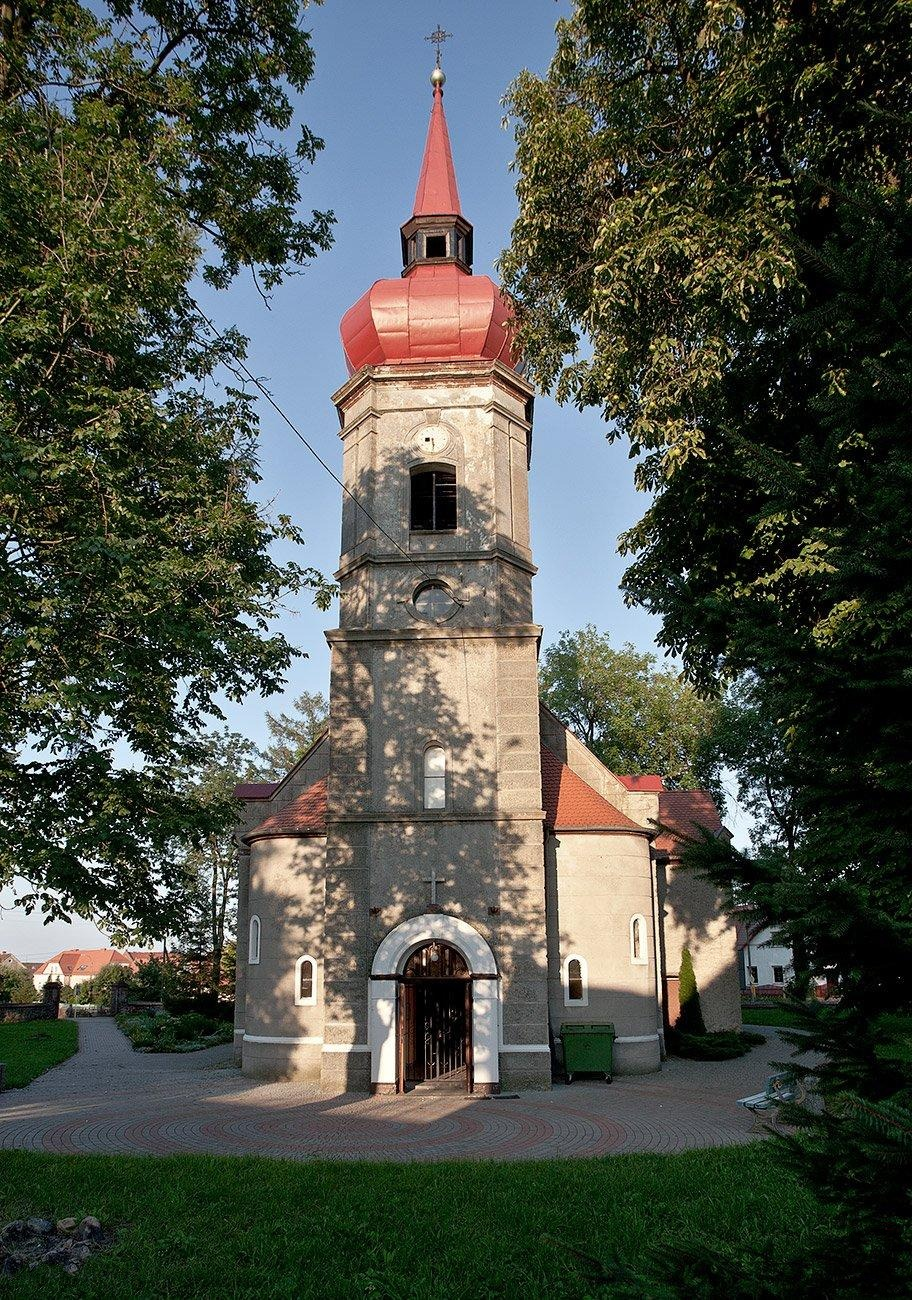
Im Jahr 1895 wurde die Kirche in Długoszyn einer umfassenden Renovierung unterzogen. Im Jahr 1907 wurde der Holzturm durch einen neu errichteten Steinturm mit Zwiebeldach ersetzt.

Długoszyn [dwuˈɡɔʂɨn] (deutsch Langenfeld) ist ein Dorf in der Gmina Sulęcin, in der polnischen Woiwodschaft Lebus. Es liegt 4 km nordwestlich von Sulęcin (Zielenzig), 33 km südwestlich von Gorzów Wielkopolski und 66 km nordwestlich von Zielona Góra. Bekannt ist Langenfeld als Wirkungsort des Theologen und Dichters Bartholomäus Ringwaldt.